# Aeronwy Thomas
Aeronwy Bryn Thomas-Ellis (Londra, 3 marzo 1943 – Londra, 27 luglio 2009) è stata una scrittrice inglese.
Era la secondogenita del poeta gallese Dylan Thomas e della ballerina di origine irlandese Caitlin MacNamara.

## Biografia
Nata a Londra, dove i genitori vivevano all'epoca, prese il nome dal fiume Aeron, caro al padre. Nel 1949 la famiglia si trasferì alla Boathouse di Laugharne (Carmarthenshire, Galles) e qui Aeronwy visse un'infanzia felice con i fratelli Llewellyn e Colm. Frequentò la Arts Educational School di Tring, dove all'età di 10 anni la raggiunse la notizia dell'improvvisa morte del padre a New York. Si trasferì quindi in Sicilia con la madre e con il suo nuovo compagno Giuseppe Fazio, e poi a Roma. Conseguì successivamente una laurea in Inglese e in Religioni Comparate e un diploma TEFL al Woking Adult Education College. Nota per le traduzioni in inglese dei grandi poeti italiani, lavorò anche come agente pubblicitario per Dino De Laurentiis. Sposata con il tenore gallese Trefor Ellis, ha avuto due figli: Huw e Hannah.

## Carriera
Aeronwy Thomas è stata per lunghi anni portavoce dell'opera del padre e patronessa della Dylan Thomas Society. Nel 2003 ha ricevuto una laurea honoris causa dalla University of Wales di Swansea ed è stata insignita della presidenza dell'Alliance Literary Society.
"Visiting professor" in scuole e università del Regno Unito e all'estero, ha collaborato per più di dieci anni con la scuola media Giuseppe Perotti di Torino , insegnando - a distanza - "scrittura creativa". Nel 2007 è diventata Presidente del movimento internazionale artistico letterario Immagine & Poesia fondato all'Alfa Teatro di Torino.

## Galleria d'immagini
| - Aeronwy Thomas in un incontro di poesia a Torino, 2006 - Aeronwy Thomas incontra Lidia Chiarelli a Torino, 2006 - Proclama del Manifesto del Movimento Immagine & Poesia dal palcoscenico dell'Alfa Teatro, Torino, 9 novembre, 2007 - Omaggio a Aeronwy Thomas, opera realizzata da Davide Binello, Torino |

## Opere
- Later than Laugharne (Celtion, 1976)
- Christmas and Other Memories (Amwy Press)
- Poems and Memories (Pedrini, Turin)
- Christmas in the Boathouse (2003)
- Rooks and Poems (Poetry Monthly Press, 2004)
- A daughter remembers Dylan (Merton Books, 2006) - versione ampliata di Christmas and Other Memories
- I Colori Delle Parole (Arti Grafiche Zuccarello, Sant'Agata Militello, 2007) - includes poems by Aeronwy Thomas and paintings by Gianpiero Actis (in Italian and English)
- Away With Words- an anthology of poetry - includes poems by A. Thomas, B. Myers, A. Taylor, F. White (Poetry Monthly Press, 2007)
- Burning Bridges (Cross-Cultural Communications, Merrick, New York, 2008)
- Shadows and Shades (Poetry Monthly Press, 2009)
- My Father's Places (Constable, 2009)